# Arlindo Barbeitos
Arlindo do Carmo Pires Barbeitos (Ícolo e Bengo‎, 24 de dezembro de 1940 – Luanda, 31 de março de 2021) foi um poeta angolano.
Considerado como integrante da geração dos anos 1970, foi membro fundador da União dos Escritores Angolanos, com colaboração dispersa em vários jornais e revistas angolanas, portuguesas e outras.

## Biografia
Arlindo nasceu no Catete, no Ícolo e Bengo‎, em Angola, em 1940. Passou a sua infância entre Catete e o Dondo, fez os seus estudos primários e secundários em Luanda. Em 1961, foi obrigado a fugir de seu país devido à perseguição política. Fez faculdade na Europa, onde cursou Antropologia e Sociologia na Universidade de Frankfurt, na Alemanha. Depois de dez anos emigrado na Europa, regressou em 1971 a Angola e foi professor universitário no ISCED do Lubango (atual Instituto Superior de Ciências da Educação da Huíla). Entre 1961 e 1975 foi combatente do MPLA na luta contra a soberania portuguesa em Angola.
Em 1973, de volta à Europa, dedicou-se a um doutoramento em Etnologia na Alemanha, enquanto desempenhava funções de assistente no Instituto de Etnologia da Universidade de Berlim Ocidental. Em 1974, em Frankfurt, um editor alemão, apreciador da literatura africana, veio a conhecer sua poesia. Em 1975, após a independência, Arlindo regressou a seu país, onde veio novamente a ser professor universitário.
A sua poesia tem reminiscências da poética tradicional africana, de tradição oral, e das poesias chinesa e japonesa. Usou a poesia como instrumento de libertação, pela densidade do verso e a força da palavra. Os seus motivos maiores de inspiração são a experiência do exílio, a situação colonial e a luta pela independência.

## Morte
Arlindo morreu em 31 de março de 2021, em Luanda, aos 80 anos, vítima de Covid-19, apenas 11 dias depois de sua esposa, Maria Alexandre Dáskalos, falecer em 20 de março de 2021, na mesma cidade.

## Obra Poética
- Angola Angolê Angolema, 1975, Lisboa, Sá da Costa;
- Nzoji (Sonho), 1979, Lisboa, Sá da Costa;
- O rio estórias de regresso, 1985, Imprensa Nacional-Casa da Moeda;
- Fiapos de Sonho, 1990, Lisboa, Vega;
- Na Leveza do Luar Crescente, 1998, Lisboa, Editorial Caminho.